# Franska departementen i Grekland
Franska departementen i Grekland var tre departement som skapades under Första franska republikens första år 1797 med anledning av annekteringen av Joniska öarna (dittills styrda av Republiken Venedig) efter undertecknandet av Freden i Campo Formio av Napoleon Bonaparte.
Departementen var: Corcyr, Ithaque, Mer-Égée.
Departementen gick förlorade 1799, då öarna bildade Septinsularrepubliken under ryskt protektorat, som sedan blev franska igen. Departementen upplöstes officiellt år 1802. 